# 성남서초등학교
성남서초등학교는 대한민국 경기도 성남시 수정구에 있는 공립 초등학교이다.

## 학교 연혁
- 1978.12.05 성남서국민학교 설치조례 제정
- 1981.03.27 성남서국민학교 개교
- 1985.03.08 성남서국민학교 병설유치원 개원
- 1996.03.01 성남서초등학교로 개명
- 2009.03.01 특수학급 1학급 개설
- 2014.02.14 제31회 졸업식(총 6,184명)
- 2014.03.02 17학급 편성 (병설유치원 2학급, 특수학급 1학급 포함)
- 2014.09.01 제13대 이무안 교장 취임
- 2015.02.13 제32회 졸업식(총 6237명)
- 2015.03.02 17학급 편성 (병설유치원 2학급, 특수학급 1학급 포함)